# I'll be free
I’ll be free is de debuutsingle van de Haagse muziekgroep InCrowd. Het is afkomstig van hun gelijknamige album. Schrijver Will van der Hurk was toetsenist en zanger van de band, die er in 1968 mee ophield, maar diverse reünies kende. De muziekproducent Freddy Haayen was toen bekend door zijn werken met The Golden Earrings. Opnamen vonden plaats in de G.T.B. Studio in Den Haag. I'll be free bleef het enige commerciële succes van The Incrowd.

## Hitnotering

### Nederlandse Top 40
| Positie: | 36 | 35 | 40 | 34 | 39 | uit |

### NPO Radio 2 Top 2000
I'll be free stond alleen in 2000 in de NPO Radio 2 Top 2000, op plek 1939.